# Xanthopimpla incompleta
Xanthopimpla incompleta là một loài tò vò trong họ Ichneumonidae.